# 亚洲公路87号线
亚洲公路87号线（英語：Asian Highway 87），编号為，是亞洲公路網系統中一条位于位于土耳其全长606公里的公路，从安卡拉至伊兹密尔。

## 土耳其
- D-200 D200号公路（英语：State road D200 (Turkey)）: 安卡拉 - 锡夫里希萨尔
- D-260 D260号公路（土耳其語：D_260）: 锡夫里希萨尔 - 阿菲永卡拉希萨尔
- D-300 D300号公路（英语：State road D300 (Turkey)）: 阿菲永卡拉希萨尔 - 乌沙克 - 伊兹密尔